# Maria Sadowska
Pour les articles homonymes, voir Sadowska.
Maria Sadowska, née le 27 juin 1976  à Varsovie (Pologne), aussi créditée comme Marysia Sadowska ou Marysia, est une chanteuse pop polonaise, aussi productrice de musique, réalisatrice et scénariste. Elle fait partie du jury de l'émission The Voice of Poland lors des saisons 3, 4, 6 à 8.

## Filmographie
- 2001 : Portret podwójny : actrice
- 2001 : Skrzydła : réalisatrice, scénariste
- 2002 : Lukrecja : réalisatrice, scénariste
- 2007 : Non-stop kolor : réalisatrice, scénariste, actrice
- 2009 : Demakijaż : réalisatrice, scénariste
- 2012 : Women's Day (pl) (Dzień kobiet) : réalisatrice, scénariste
- 2017 : The Art of Loving : réalisatrice